# Cabdella (manzana)
Cabdella-1 es el nombre de una variedad cultivar de manzano (Malus domestica) Esta manzana está cultivada en la colección de germoplasma de manzanas del CSIC, también está cultivada en la colección de germoplasma de peral y manzano en la "Finca de Gimenells de la Estación Experimental de Lérida - IRTA". Esta manzana es originaria de la Comunidad autónoma de Cataluña, procedente de un ejemplar localizado en el año 2001 en el municipio de La Torre de Cabdella, Lérida.

## Sinónimos
- "Poma Cabdella-1",[3]
- "Reineta Blanca del Canadá",[3]
- "Manzana Cabdella-1".[7]

## Historia
'Cabdella-1' es una variedad de manzana de Cataluña, está catalogada con el número de accesión M048 en el Banco de germoplasma de peral y manzano de la Universidad de Lérida, que se encuentra integrado en la Red de Colecciones del Programa de Conservación y Utilización de los Recursos Fitogenéticos para la Alimentación y la Agricultura, del Plan Nacional de I+D+I.
'Cabdella-1' está considerada con otras muchas de las entradas que se han incorporado al Banco de germoplasma en la "Finca de Gimenells de la Estación Experimental de Lérida - IRTA", provienen de ejemplares únicos, en algunos casos, actualmente desaparecidos, lo que ha permitido paliar la erosión genética que se está dando en estas especies frutales.
'Cabdella-1' es una variedad que se cultiva para su conservación genética, para posibles usos y mejoras en cruces con otras variedades, para incrementar cualidades o intercambiarlas.

## Características
El manzano de la variedad 'Cabdella-1' tiene un vigor fuerte de tipo ramificado, con porte erguido; ramos con pubescencia fuerte, de un grosor delgado, con longitud de entrenudos medios, número de lenticelas grande, relación longitud/grosor de los entrenudos media, tipo de ramos fructíferos "lamburdas"; época de inicio de floración tardía, yema fructífera de forma ovoide de una longitud corta, flor no abierta presenta color del botón floral rosa pálido, flor de tamaño pequeño, pétalos con posición relativa de los bordes tangentes, inflorescencia con número medio de flores medio, de forma plana o ligeramente cupuliforme, sépalos de color predominante verde, sépalos de longitud media, con los pétalos de longitud corta y anchura corta, siendo la relación longitud/anchura de los pétalos bastante más largos, estilos con longitud en relación con los estambres de más largos, estilos con punto de soldadura lejos de la base.
Las hojas tienen un porte horizontal en relación con el ramo, limbo de longitud medio y de anchura medio, con una relación longitud/anchura pequeña, forma del borde aserrada, peciolo con longitud medio, forma del limbo cordiforme, aspecto de la superficie del haz medianamente brillante, pubescencia del envés fuerte, plegamiento de la superficie cóncava, tamaño de la punta grande, forma de la base redondeada, estípulas con una forma muy foliáceas, y ángulo del peciolo respecto al ramo mediano.
La variedad de manzana 'Cabdella-1' tiene un fruto de tamaño y peso muy grande; forma globosa aplanada, relación longitud/anchura muy pequeña, lados (ausencia o presencia de lados marcados) fuerte, posición de la anchura máxima en el medio; piel con estado ceroso ausente o muy débil, pruina de la epidermis ausente o muy débil; con color de fondo verde, importancia del sobre color ausente, sobre color de superficie ausente, siendo su intensidad ausente, reparto del color en la superficie ausente, acusando unas lenticelas grandes, y una sensibilidad al "russeting" (pardeamiento áspero superficial que presentan algunas variedades) en las caras laterales medio; pedúnculo con una longitud corto, y un grosor delgado, anchura de la cavidad peduncular grande, profundidad de la cavidad pedúncular media, y con importancia del "russeting" en cavidad peduncular muy fuerte; coronamiento por encima del cáliz débil, anchura de la cav. calicina ancha, profundidad de la cav. calicina media, y con importancia del "russeting" en cavidad calicina débil; ojo medio, parcialmente abierto; sépalos medios.
Carne de color blanca, con oscurecimiento de la carne al corte fuerte; textura dura, con jugosidad media; sabor algo aromático, bueno; corazón con distinción de la línea muy fuerte; eje abierto; lóculos carpelares cerrados; semilla de longitud mediana, de anchura estrecha, y de color marrón oscuro.
La manzana 'Cabdella-1' tiene una época de maduración y recolección de fruto tardía, finales de otoño. Se usa como manzana de mesa fresca y para sidra.

## Calidad de fruto y prueba de cata
- Peso del fruto: Muy grande
- Calibre del fruto: Muy grande
- Longitud del fruto: Media
- Índice de almidón: Alto
- Dureza medida de la carne: Alta
- Índice refractométrico (IR): Alto
- Acidez titulable: Alta
- Jugosidad de la carne: Medio
- Textura de la carne: Media
- Dureza sensorial de la carne: Dura
- Dulzor: Débil
- Acidez: Fuerte
- Intensidad del sabor de la carne: Media
- Sabor: Bueno
- Valoración global del fruto: Bueno.[3]

## Características Agronómicas
- Afinidad del injerto (compatibilidad): Buena
- Facilidad de formación y poda: Baja
- Tipo de fructificación: Tipo II
- Precocidad varietal: Muy poco precoz
- Vecería: Alta
- Productividad: Media
- Necesidad de aclareo: Baja
- Escalonamiento de la maduración del fruto: Largo
- Sensibilidad a la caída en maduración: sin datos
- Aptitud para la conservación del fruto en árbol: sin datos
- Aptitud para la conservación del fruto en almacén o cámara: sin datos
- Sensibilidad al moteado: sin datos
- Sensibilidad al oídio: sin datos
- Sensibilidad a pulgón lanígero: sin datos.[3]